# Psoroma fruticulosum
Psoroma fruticulosum är en lavart som beskrevs av P. James & Henssen. Psoroma fruticulosum ingår i släktet Psoroma och familjen Pannariaceae.   Inga underarter finns listade i Catalogue of Life.